# Bear Grass
Bear Grass – miasto w Stanach Zjednoczonych, w stanie Karolina Północna, w hrabstwie Martin.